# ТЕС М'їнджан (V-Power)
21°23′21″ пн. ш. 95°22′32″ сх. д. / 21.38917° пн. ш. 95.37556° сх. д.
ТЕС М'їнджан I, II (VPower) – теплова електростанція на півночі М’янми.
В 2010 році південніше від міста М'їнджан став до ладу металургійний завод, поряд з яким запланували зведення ТЕС М'їнджан, що мала використовувати технологію комбінованого парогазового циклу. На період до реалізації останнього проекту дефіцит електроенергії покривали за рахунок тимчасових станцій з генераторними установками на основі двигунів внутрішнього згоряння. Такі об’єкти зазвичай дуже швидко створювались – за рік або навіть кілька місяців, а при зникненні потреби їх було можливо легко демонтувати та перемістити на інший майданчик. 
В 2016 році китайська компанія VPower запустила ТЕС М'їнджан I потужністю 144 МВт, яка використовувала 96 генераторних установок Rolls-Royce 16V 4000 L32 з одиничним показником у 1,56 МВт.
В 2019-му VPower додала ТЕС М'їнджан IІ потужністю 100 МВт, де встановили 64 генераторні установки з ти саме одиничним показником у 1,56 МВт. Наразі VPower рахує потужність М'їнджан IІ на рівні 110 МВт, а геоінформаційні системи засвідчують наявність на майданчику 70 генераторних установок.
Того ж 2019-го оголосили про перебазування генераторних установок загальною потужністю 75 МВт з майданчику М'їнджан I до міста Магуе. А у звіті VPower за 2020 рік ТЕС М'їнджан I вже взагалі не рахується серед активів.
Як паливо станція використовує природний газ, що надходить по перемичці від трубопроводу М'янма – Китай.
Видача продукції відбувається по ЛЕП, розрахованій на роботу під напругою 132 кВ.
Можливо відзначити, що з 2018-го поряд з майданчиками VPower  діє постійна парогазова ТЕС М'їнджан від компанії Sembcorp.